# Ghuri Daragh
Ghuri Daragh – wieś w Iranie, w ostanie Azerbejdżan Zachodni, w szahrestanie Mijandoab. W 2006 roku liczyła 178 mieszkańców.